# Молочный жир
Молочный жир — один из наиболее распространённых в кулинарии жиров. Под понятием молочный жир чаще всего понимается жир, содержащийся в молоке молочных сельскохозяйственных животных, а также выделенный оттуда чистый молочный жир (в нём отсутствует белок и очень мало или нет воды, в отличие от сливочного масла), и кроме того топлёное сливочное масло (в процессе перетапливания удаляется существенная часть белка и воды).
Основное значение в кулинарии имеет жир коровьего молока. В коровьем молоке жир находится в виде эмульсии, где жир является дисперсным включением, а вода несущей средой. Эмульсия представляет собой огромное количество мельчайших жировых шариков, окруженных белково-лецитиновой оболочкой и равномерно распределенных среди водной части молока. Содержание жира в молоке может колебаться в пределах 2,7-6,0 % и в основном зависит в значительной степени от состава кормов.
В сливочном масле жир является несущей фазой, а вода дисперсным включением.

## Влияние молочного жира на организм человека
Молочный жир имеет большое значение в питании человека. Его биологическая ценность определяется в первую очередь наличием полиненасыщенных жирных кислот – линолевой, линоленовой и арахидоновой, которые не синтезируются в организме человека. При их недостатке в пище нарушаются процессы обмена веществ. Благодаря содержанию жира молочные продукты имеют выраженные вкус, аромат, структуру и консистенцию.
Молочный жир относится к жирам животного происхождения с преобладанием насыщенных жирных кислот, которые, возможно, являются провокаторами сердечно-сосудистых заболеваний, это обусловлено способностью насыщенных жирных кислот увеличивать концентрацию в крови холестерина (в составе транспортных белково-жировых комплексов низкой плотности - ЛПНП, несущих холестерин в ткани и сосуды, где они откладываются). Повышенная концентрация холестерина ЛПНП способна приводить к образованию атеросклероза.

## Состав молочного жира
В молочном жире содержится более 170 различных жирных кислот, из них 20 основных. Основная доля приходится на олеиновую, пальмитиновую, миристиновую и стеариновую кислоты. Имеются незаменимые линолевая, линоленовая и арахидоновая кислоты. Присутствие значительного (7—8 %) количества низкомолекулярных жирных кислот (масляной, капроновой, каприловой и каприновой) - отличительная особенность молочного жира, другие жиры содержат низкомолекулярные кислоты в незначительных количествах. Содержание насыщенных жиров в молочном жире может достигать 69,4 %.
| Жирная кислота        | Тип кислоты  | Среднее количество % |
| --------------------- | ------------ | -------------------- |
| Олеиновая             | ненасыщенная | 32.2                 |
| Пальмитиновая         | насыщенная   | 24,4                 |
| Миристиновая          | насыщенная   | 10,7                 |
| Стеариновая           | насыщенная   | 9,5                  |
| Линолевая             | ненасыщенная | 3,6                  |
| Масляная              | насыщенная   | 3,3                  |
| Лауриновая            | насыщенная   | 2,7                  |
| Каприновая            | насыщенная   | 2,6                  |
| 10-11-октодеценовая   | ненасыщенная | 2,5                  |
| 9-10-гексадеценовая   | ненасыщенная | 2,4                  |
| Капроновая            | насыщенная   | 1,8                  |
| Каприловая            | насыщенная   | 1,3                  |
| Арахидоновая          | ненасыщенная | 0,9                  |
| Арахиновая            | насыщенная   | 0,6                  |
| Другие                |              | 1,5                  |
| Всего в молочном жире |              | 100,0                |